# Clorindo Testa
Clorindo Manuel José Testa  (Nápoles, 10 de diciembre de 1923 – Buenos Aires, 11 de abril de 2013) fue un arquitecto italiano nacionalizado argentino, de gran consideración en América Latina del siglo XX como representante de la arquitectura brutalista. Entre sus obras más importantes se encuentran edificios que han pasado a formar parte de la historia de la arquitectura argentina, como el edificio del Banco de Londres o el de la Biblioteca Nacional, ambos situados en Buenos Aires. Fue además un artista plástico de trayectoria permanente, con premios y participaciones en bienales y museos.

## Biografía

### Infancia y estudios
Clorindo Testa nació en la ciudad de Nápoles en 1923, de padre italiano y madre argentina, la pampeana Esther García. A los pocos meses, regresaron a Buenos Aires, Argentina.
Empezó la carrera de ingeniería electromecánica, con la intención de acceder a la escuela de Ingeniería Naval en la Universidad de La Plata, pero acabó cambiando de dirección para ingresar en la Escuela de Arquitectura de la Universidad de Buenos Aires. Se graduó como parte de la primera promoción de la nueva Facultad de Arquitectura y Urbanismo en 1948, momento que coincide con el final de la etapa racionalista argentina. Influido por Le Corbusier, trabajó como dibujante junto al equipo Austral formado por Ferrari Hardoy, Vivanco y Antonio Bonet, quienes desarrollaron el Plan Regulador de la Ciudad de Buenos Aires.

### Inicios
En 1949 obtuvo una beca de la Universidad de Buenos Aires para realizar un viaje de estudios a Europa. Regresó después de 3 años, y ganó el concurso nacional para la construcción del edificio de la Cámara Argentina de la Construcción. Él mismo expresó sobre su dualidad como pintor y arquitecto: "Empecé las dos cosas juntas. Nunca hubo ningún problema. Esto fue en el año 1951 cuando volví de Italia, luego de vivir allí más de dos años. Franz Van Riel estaba empezando y me ofreció hacerme una exposición en 1952 y allí me encontré con un compañero de la facultad, Francisco Rossi y quedamos en presentarnos a un concurso y ganamos justamente el de la Cámara de la Construcción. Ahí empezaron entonces las dos cosas que convivieron siempre."

### Trayectoria profesional
Luego de obtener su título, inició su actividad profesional asociándose en un estudio junto a Francisco Rossi, David Gaido y Boris Dabinovic, equipo con el que trabajaria hasta 1958, marcando la primera etapa de la obra de Clorindo.

#### Santa Rosa

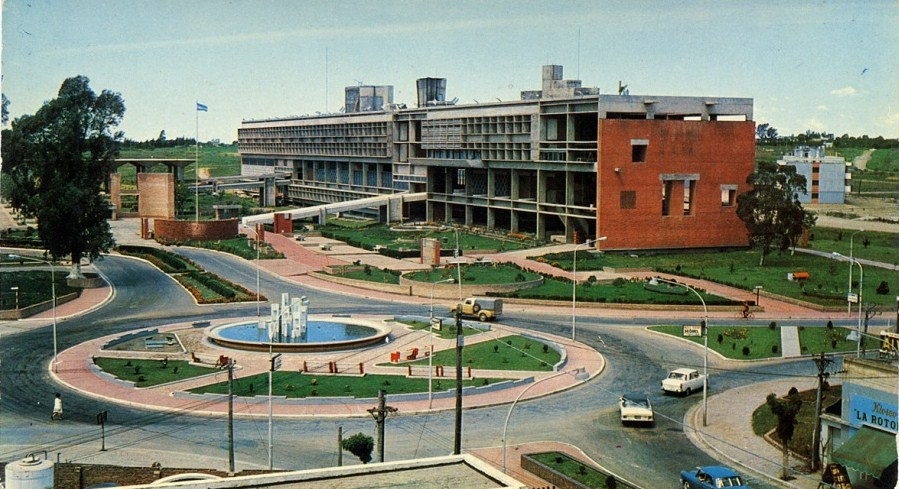
1955 - Centro Cívico de Santa Rosa.

En 1955 obtuvo el primer premio en el concurso para el centro cívico de Santa Rosa, La Pampa, obra prolongada durante la siguiente década debido a los sucesivos golpes militares y cambios de administración política, e inaugurada finalmente por etapas entre 1962 y 1963.
Son obras que incluyen una terminal de autobuses y el edificio de la gobernación y más tarde se construirían el edificio del parlamento y el del ministerio de la provincia. En 1981 se llamó nuevamente a concurso de anteproyectos para la ampliación del centro cívico con un centro cultural y más oficinas, del que Clorindo Testa obtuvo el primer premio, aunque esta ampliación nunca sería concretada.
En 2004, realizó el proyecto para la nueva biblioteca de la Cámara de Diputados de la Provincia de La Pampa, un pequeño edificio de 500 metros cuadrados conectado por una pasarela al edificio legislativo. Inaugurada en 2006, cincuenta años después del proyecto original para el Centro Cívico, su particular forma exterior le ha merecido el apodo de “armadillo”.

#### Banco de Londres y América del Sur

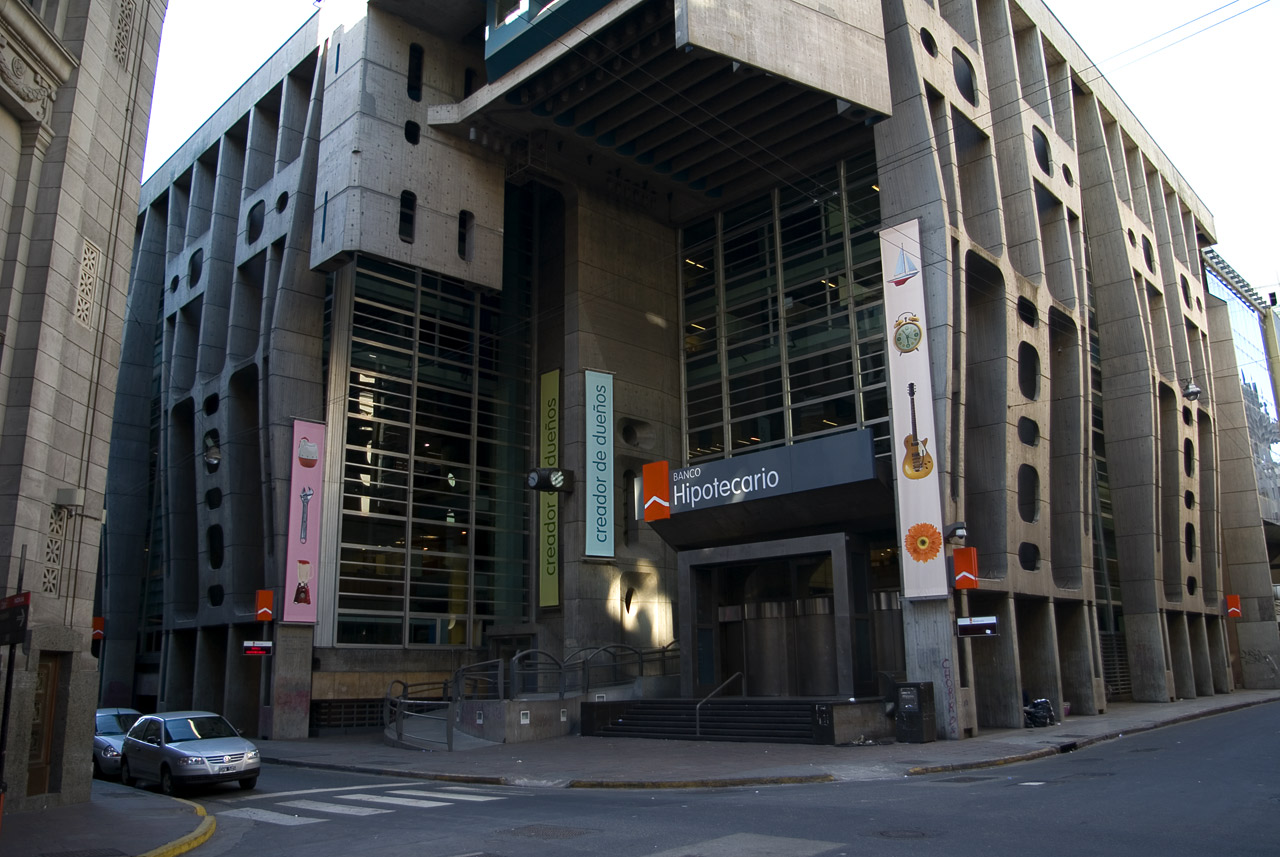
1959 - Ex Banco de Londres, hoy Hipotecario. (asoc. a SEPRA)

Hacia 1959, Testa abandonó su estudio con Dabinovic, Gaido y Rossi para asociarse con el consagrado estudio SEPRA, con quien ganó el concurso de construcción del Banco de Londres y América del Sur (Casa Central). Allí desarrolló un complejo tratamiento plástico de la fachada, sus espacios llenos y vacíos, la utilización del hormigón y el carácter monumental del edificio, lo que hacen de esta obra un paradigma de la arquitectura mundial de la década del 60.
Este edificio significó su salto a la fama a un nivel internacional y su aparición como figura de la arquitectura en las publicaciones de la época en todo el mundo. El edificio fue concluido e inaugurado en 1966, llamó la atención de toda la comunidad por su estilo absolutamente innovador y provocador, así como por abrir una plaza semicubierta y pública en un área muy densa y de calles estrechas en el centro porteño.

#### Biblioteca Nacional

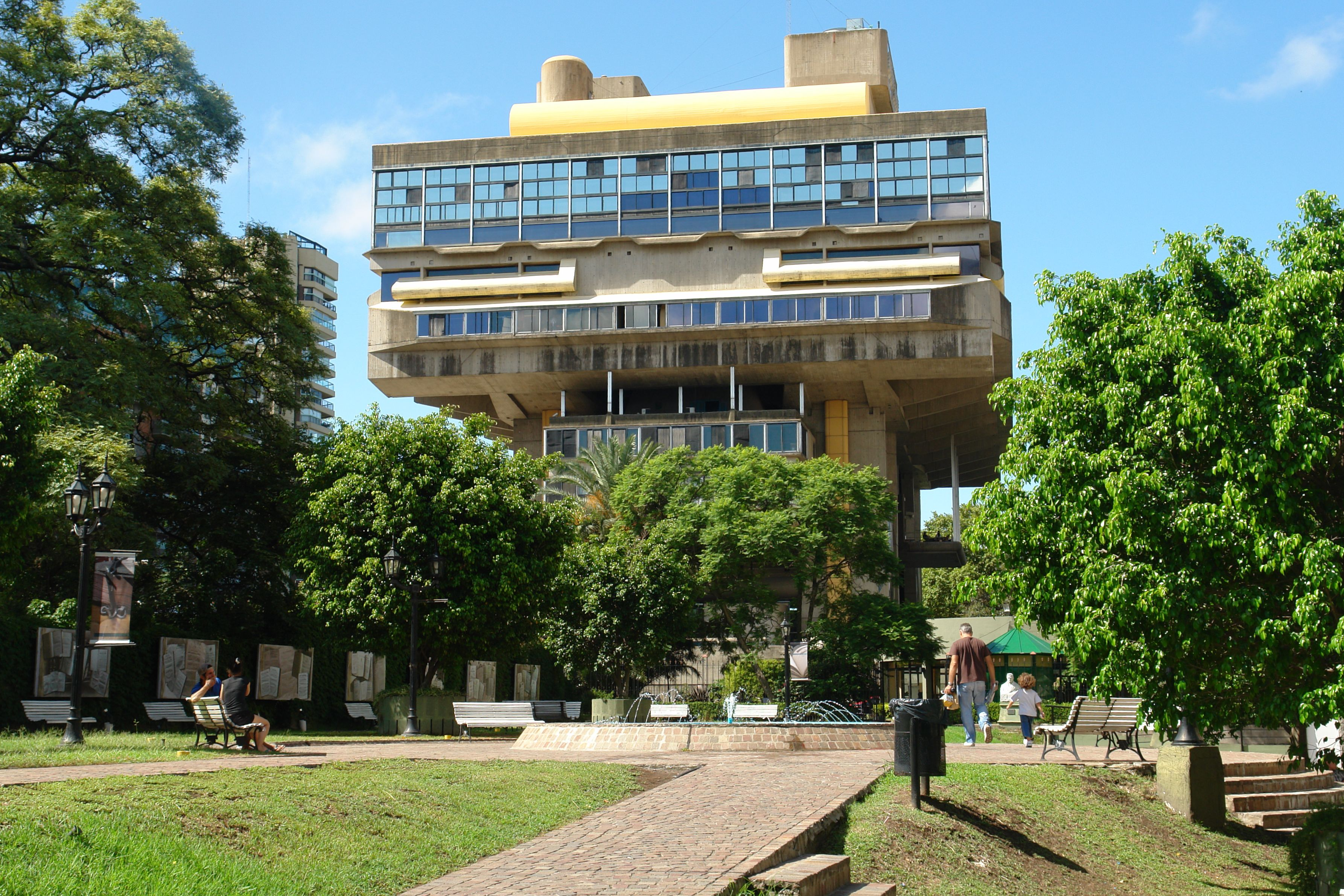
1962 - Biblioteca Nacional.

Tres años más tarde, en 1962 junto a Francisco Bullrich y Alicia Cazzaniga obtuvo el primer premio en el concurso de construcción de la Biblioteca Nacional. Esta obra pública se estructura en dos ámbitos: una mitad subterránea, en donde se ubican gran parte de los libros; y una mitad elevada, que emerge apoyándose sobre cuatro columnas, que constituye el sector público en el cual se ubican el salón de exposiciones, los sectores administrativos, las salas de lectura y la terraza. A esta parte superior, Clorindo la denominó como "el Gliptodonte".
Esta obra quedaría demorada en su construcción por 30 años, inaugurándose en 1992, aunque nunca se terminarían de construir los parasoles perimetrales, lo que da al edificio una imagen de inconcluso.
Durante la década de 1960, Testa trabajaría tanto asociado con SEPRA como en equipo con Bullrich y Cazzaniga. Para 1969, comenzó su asociación con los arquitectos Héctor Lacarra y Juan Genoud, que lo acompañarían durante la siguiente década.

#### Casa Di Tella

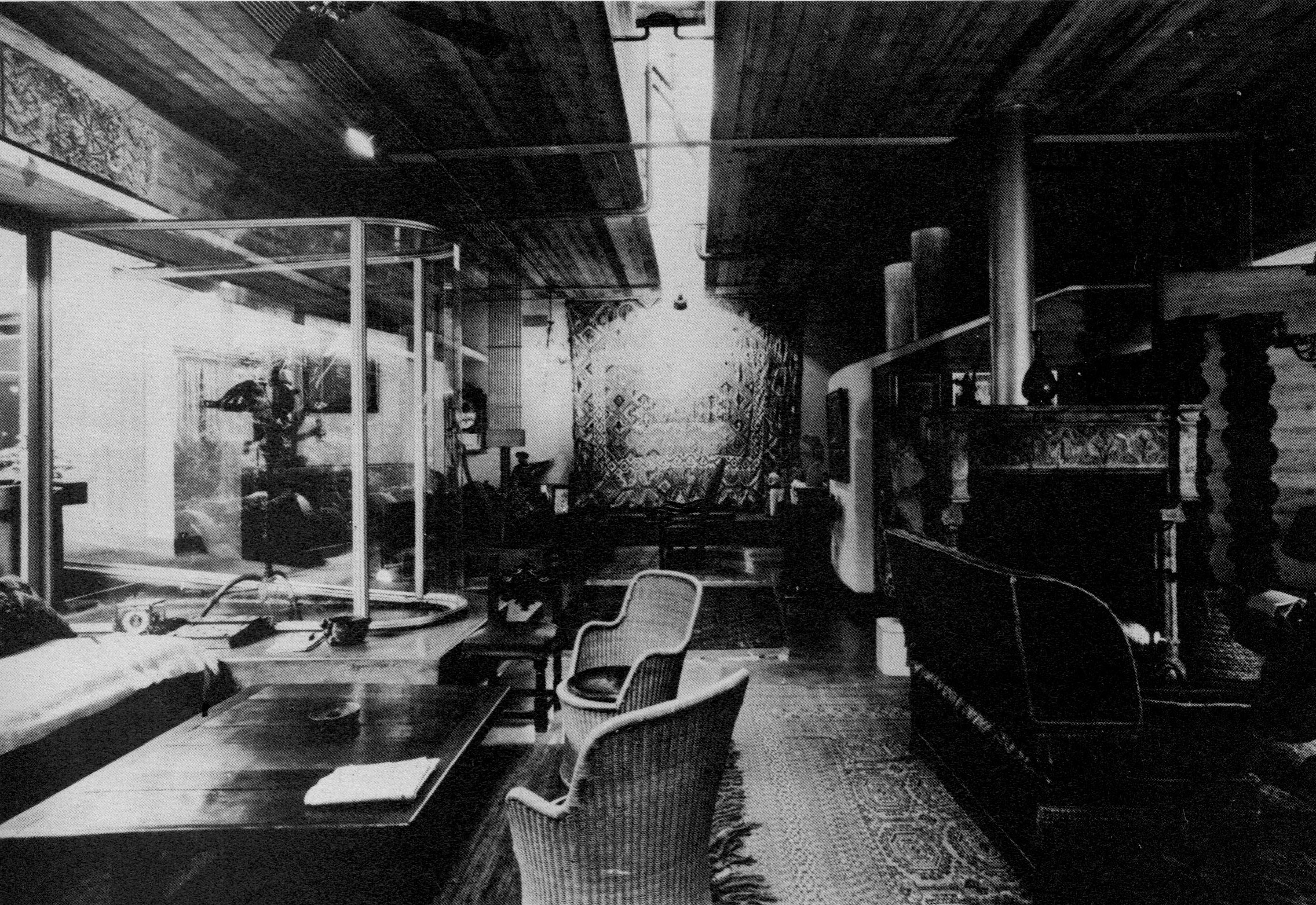
1970 - El estar de la Casa Di Tella, con muros de hormigón y repleto de piezas artísticas.

En 1968 Guido Di Tella (impulsor del Instituto Di Tella) encargó su casa a Clorindo Testa, quien se asoció con los arquitectos Irene van der Poll y Luis Hevia Paul. Di Tella estableció dos condiciones: el tipo organizativo de la casa, contar con un estudio privado con acceso independiente y un depósito para cuadros y que la obra debía alojar una heterogénea colección de arte.
Se organizó detrás de un frente de hormigón y con el orificio de la puerta bien claro. Según el propio Testa, el uso del hormigón responde principalmente a la decisión de determinar una fachada sin ornamentos, limpia, austera, compacta y a la vez violenta y silenciosa. El límite entre el exterior (la ciudad) y el interior (los espacios de la vivienda) es contundente. Una vez en el interior, los espacios se organizan alrededor de patios sucesivos. Participan así de una de las características de la casa porteña tradicional, pues la obra resulta una especie de metáfora de la casa chorizo, con dos patios centrales y uno al fondo. Esta residencia, probablemente una de las últimas en estilo brutalista, es una de las pocas obras de este estilo que todavía no ha sido destruida en Buenos Aires, como sí lo fueron el Edificio Diario la Nación, o ha sido alterado como el Banco de Londres o desfigurado como la sucursal del mismo banco. En 2009 se compró para ser demolida.
Finalmente, en septiembre de 2011, la casa de Guido di Tella fue demolida, y el propio Clorindo Testa declaró en una entrevista que no estaba en contra de la destrucción de su obra, ya que “Las cosas con el tiempo van cambiando y no se pueden conservar todos los edificios. (...) No me desespero ni me importa cuando le pasa a una obra mía, porque no soy el dueño. Es una evolución lógica”.

#### Hospital Naval

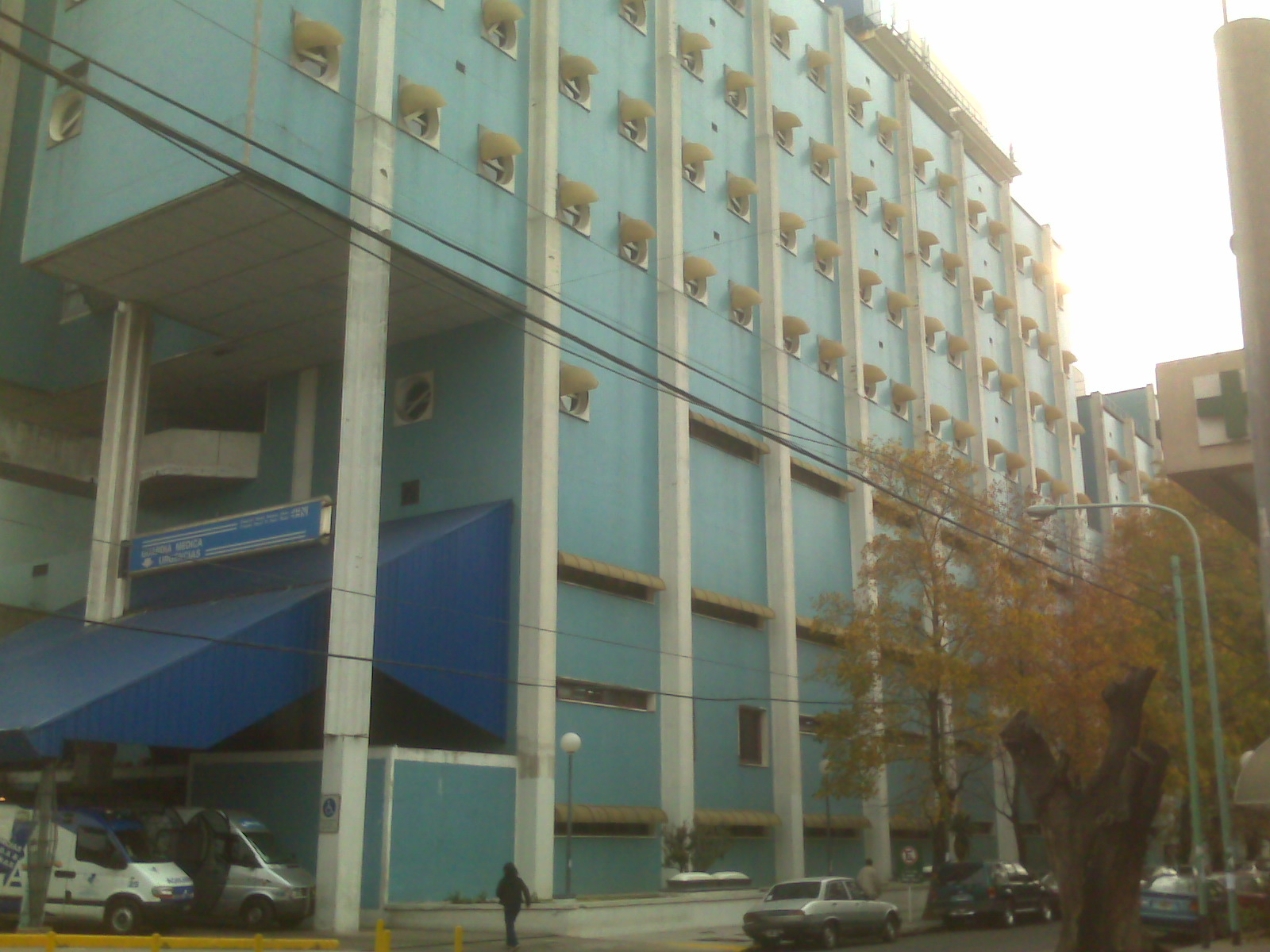
1970 - Hospital Naval Central. (inaugurado en 1982)

En 1970 gana junto a Genoud y Lacarra el proyecto de la construcción del hospital propiedad de la Armada Argentina Hospital Naval Central de Buenos Aires. Esta obra ocupa la totalidad de su manzana, frente al Parque Centenario, y sería terminada en 1982. Se trata de una concepción plástica de la arquitectura que se acerca al primer postmodernismo, con forma de navío ventanas similares a ojos de buey y los tanques de agua tratados para asemejarse a la torre de control de un buque.

#### Centro Cultural Recoleta de Buenos Aires

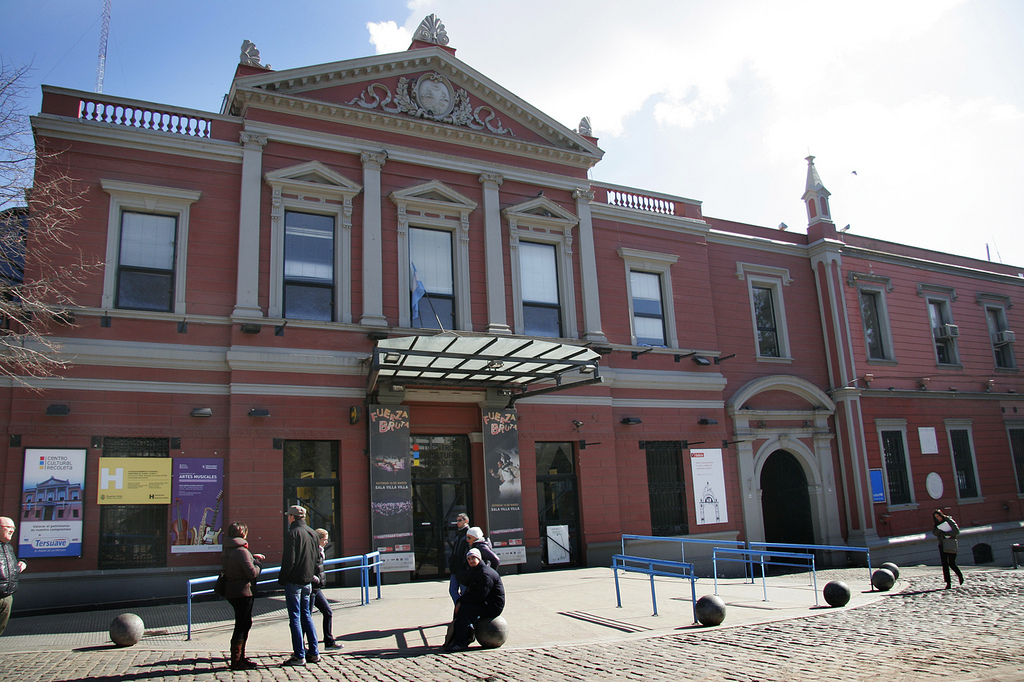
1979 - Centro Cultural Recoleta (remodelación)

En 1979 ganó junto a Jacques Bedel y Luis Benedit el concurso del Centro Cultural Recoleta de Buenos Aires, para remodelar el edificio histórico que sirvió de convento, cárcel y asilo. El eclecticismo estructural del edificio será aprovechado en el desarrollo de la obra: "Aparte de la diversidad de estilos, uno también le puede agregar a ese caldo arquitectónico, las ruinas de Pompeya, observatorios astronómicos de la India, las fachadas napolitanas coloradas y grises, las escaleras de hierro de la época de los rusos de 1920, las marquesinas de fierro y vidrio de principios del siglo, y las cosas contemporáneas".
Un antiguo convento de los monjes recoletos, con un sistema clásico de claustros alrededor de tres patios cuadrados, que había sido ampliado hacia la barranca natural de un parque mediante una gran terraza con un muro de contención a fines del siglo XIX, fue aprovechado para trazar un recorrido lineal y brindar a los tres patios una identidad temática, al tiempo que la terraza fue despejada de las construcciones que la ocupaban, para abrir la vista al amplio conjunto de plazas.
Diez años más tarde, un inversor privado encargó a Testa el diseño del Buenos Aires Design, un centro comercial especializado en diseño y decoración, semi-enterrado bajo la terraza del centro cultural y conectado con la superficie por dos caladuras escalonadas que permiten el ingreso de luz desde el nivel superior. El muro de contención del antiguo convento fue socavado y transformado en una arcada, con una galería a la cual se abren los locales del centro comercial.

#### Balneario La Perla
Otra obra reconocida del arquitecto Testa es su remodelación total del Balneario La Perla en la ciudad de Mar del Plata, para la cual se asoció con los arquitectos Genoud y Rojas, y propuso una extensa plataforma que aprovecha la barranca natural y el desnivel del terreno para elevarse sobre un conjunto de balnearios y locales comerciales, sin estorbar la vista desde el nivel de la avenida costanera.
Proyectado y ganado en concurso de ideas en 1985, esta intervención urbana genera una serie de balcones sobre la plataforma, que permiten la contemplación de las playas y el mar en un entorno tratado casi escultóricamente. Fue terminado hacia 1989.

#### Casa La Tumbona
La casa La Tumbona es una casa diseñada, junto a Elena Acquarone y Juan Genoud, en 1986 en la playa de Ostende, una ciudad costera en Pinamar, en la provincia de Buenos Aires. La casa está elevada sobre pilares y situada muy cerca del mar, las olas a veces pueden llegar debajo de la casa. Esto puede crear una ilusión de estar a bordo de un buque. La casa está hecha de hormigón, con diferentes formas cúbicas, angulares y confusas a la primera vista en sus geometrías, todas pintadas de rojo.
Para fines de la década de 1980, Clorindo Testa comenzó a trabajar asociado con Eduardo Bompadre y con Juan Fontana, este último continuaría colaborando con él hasta el final de su carrera de manera recurrente y como socio del Estudio Testa desde 1989. Fue nombrado miembro de número de la Academia Nacional de Bellas Artes.

#### Galería de Arte Altera
La galería Altera es una galería de arte diseñada en 1997 en la playa de Pinamar, en la provincia de Buenos Aires, y construida en un bosque de las afueras de la ciudad de Pinamar. Dos volúmenes simples son articulados por una galería de acceso. El volumen principal contiene la sala de exposiciones y un estudio de diseño gráfico, el otro volumen aloja una sala de té.

#### Instituto de Cooperación Iberoamericana ICI

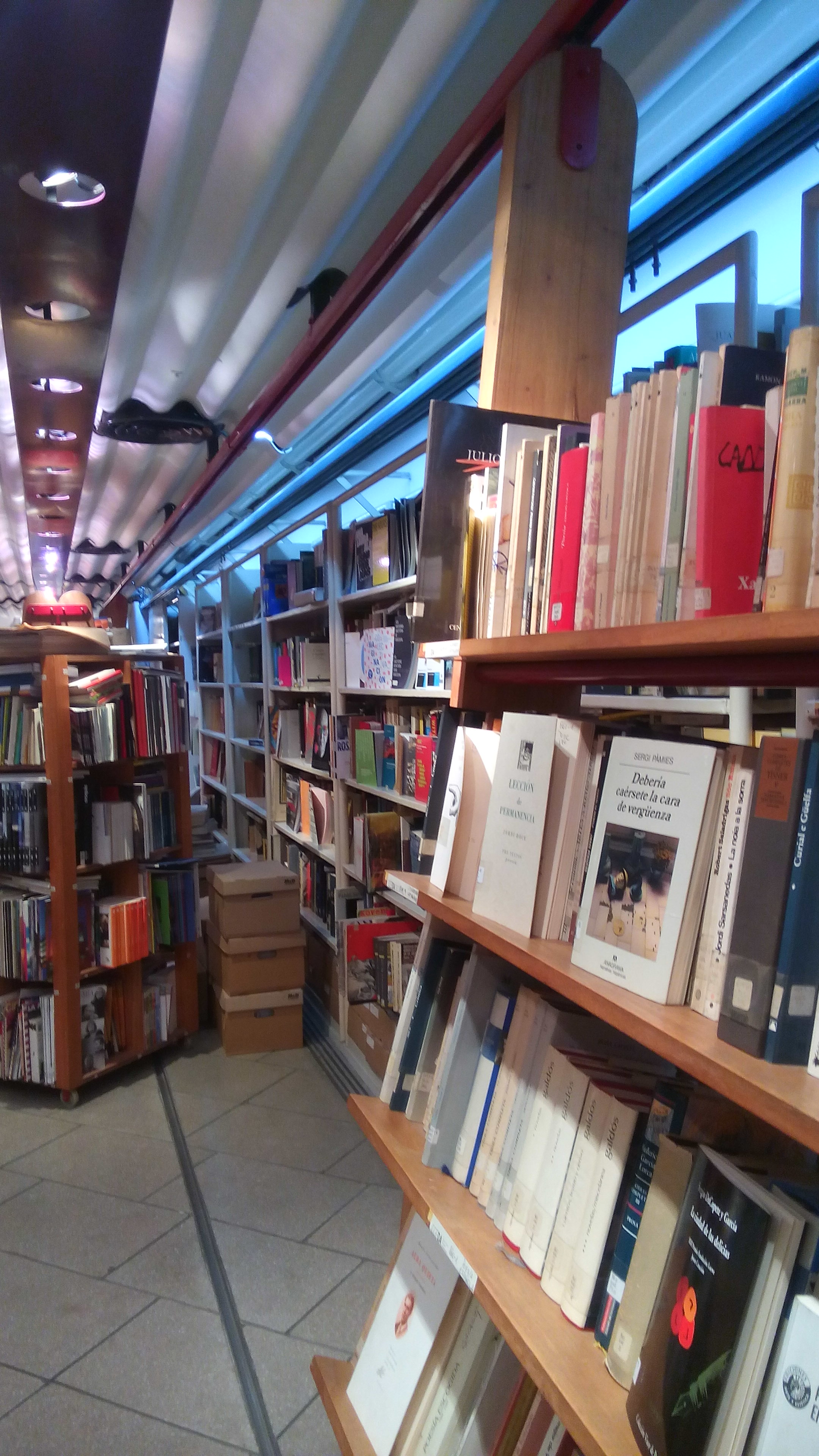
Librería del CCEBA.

El ICI ahora Centro Cultural de España en Buenos Aires (CCEBA) fue inaugurado en 1988, ubicado en Florida 943, en el que fuera el sótano de la Librería española. Su último director fue Pedro Molina Temboury quien creó el centro como representación de la escena cultural de la España de finales de los años 80. El responsable de ese cambio edilicio fue Clorindo Testa, creando un espacio libre, informal y abierto. La reforma incluía una Librería Iberoamericana, una Sala de Exposiciones, un Auditorio y un Área de Información Cultural. Testa profundizó el concepto de intercambiabilidad, proponiendo estanterías móviles para alojar libros, que corren a lo largo de rieles ubicados en el piso y el cielorraso, las que recuerdan a las escaleras corredizas utilizadas en las antiguas tiendas de ropa. Resultan originales los materiales utilizados para realizar el proyecto: para los techos se utilizaron chapas acanaladas de fibrocemento, pintadas de color blanco y los pisos están materializados por losetas de hormigón, de las comúnmente utilizadas en las veredas de Buenos Aires.
El Centro Cultural del Instituto de Cooperación Iberoamericana fue creado con el objeto de incrementar el intercambio cultural, de manera que sirva como lugar de encuentro entre artistas, escritores e intelectuales argentinos y españoles en el marco de una cultura común. El Centro cultural es también un espacio de cooperación para impulsar proyectos conjuntos que refuercen y desarrollen la identidad cultural iberoamericana.

#### Ciudad Cultural Konex
En 2003, Testa, Juan Fontana y Oscar Lorenti ganaron el concurso de proyectos para la nueva Ciudad Cultural Konex. impulsada por la Fundación Konex como espacio cultural en el barrio porteño de Abasto. Se recicló el edificio de una fábrica de aceite abandonada, construida hacia la década de 1920 y adquirida por Konex en 1992, el equipo propuso una plaza abierta de acceso al complejo, sobre la entrada por calle Sarmiento, y una gran escalera metálica de color naranja accediendo al edificio que se mantiene en pie al fondo del terreno.
En un edificio más alto, situado en la vereda opuesta de la calle Jean Jaurés, el programa instalaría un hotel para alojar a invitados y a becarios de la Fundación Konex. Esta etapa de la obra no fue construida.

#### Museo del Libro

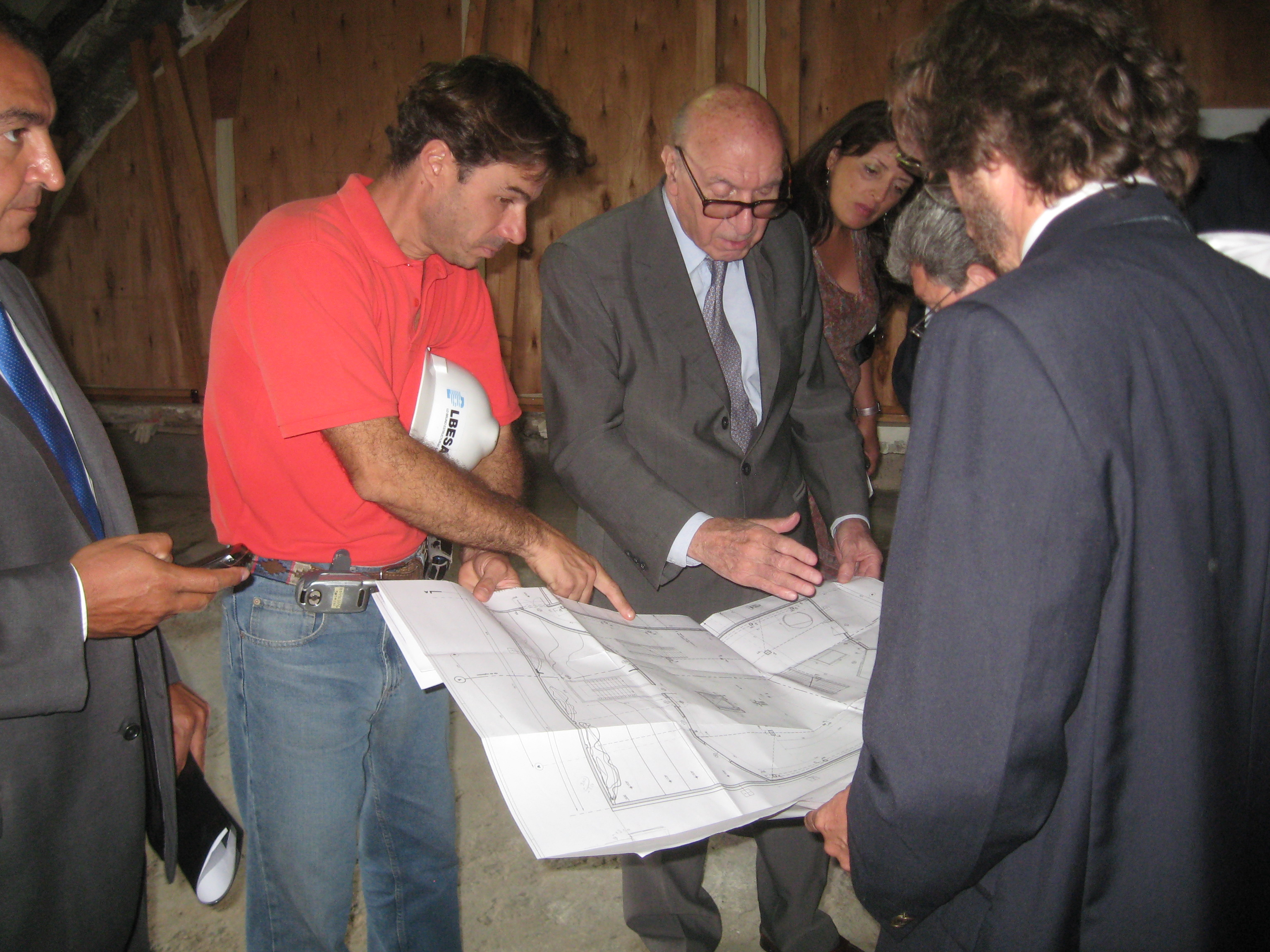
Testa con el arquitecto Daniel Bello Bello revisando planos del Museo. Año 2010

En 2010, se ejecutaría el que sería uno de los últimos proyectos dirigidos por Testa. El proyecto consta de cuatro niveles: el subsuelo donde está el auditorio y los servicios, la planta baja con el ingreso y una sala abierta sin muros, el primer nivel que es un entrepiso con cuatro oficinas que balconea al nivel inferior y el segundo nivel con salas de archivos y azoteas. Del lado posterior del edificio un sistema de rampas se extiende hasta el patio trasero de la planta baja. El patio de atrás permite ventilar todo el proyecto y tiene una rampa que comunica con la Biblioteca, el bar y la plaza.
El proyecto Las Heras de Clorindo Testa y Francisco Bullrich, ejecutado por el arquitecto Daniel Bello para erigir el Museo del Libro y la Galería de la Lengua en un predio adyacente a la Biblioteca Nacional, tiene como misión principal albergar la colección de libros antiguos de la biblioteca, los cuales datan algunos del siglo XVII; así como recuperar cuatro frescos de Castagnino, Spilimbergo, Urruchúa y Colmeiro que fueron parte del edificio de las Galerías Pacífico.

## Pintura

### Inicios
Sobre su inicio como pintor, Clorindo Testa expresó:
"yo sé cuál fue mi primer cuadro. No el primer dibujo sino la primera obra que realmente estaba hecha con la intención (...) de ser un cuadro de un pintor. Hasta ese momento habían sido dibujos de arquitecto, los arquitectos dibujan, los chicos dibujan... El momento del cuadro fue en 1951. Un cuadro que es el cuarto de una pensión en Sevilla, cuando estaba viajando por Italia. Ese fue un cuadro donde no representaba la realidad, sino que ya había otra intención adentro. Vos podés decir que ese es mi primer cuadro, aunque hubiera dibujado miles de cosas antes. "
Paralelamente a su actividad como arquitecto, como pintor desde 1952 realizó infinidad de muestras individuales y colectivas, en diversos museos y galerías.
Sobre su doble actividad, Fernando Diez expresó:
"Conociendo su vasta obra arquitectónica, cualquiera se preguntaría cuándo se dedicó a la pintura. La respuesta es, al mismo tiempo. Desde 1952 se suceden incesantemente sus obras y exposiciones. Es raro que alguien pueda destacarse tan contundentemente en dos campos hoy aparentemente distanciados. En una época de obsesiva especialización, Clorindo Testa es una excepción que antepone la voluntad y la pasión creativas a las habilidades propias de cada disciplina o a los vanos virtuosismos técnicos."
Formó parte del Grupo Siete Pintores Abstractos. Un crítico se refiere a la pintura de Testa como
"…una pintura de la distancia y de la ausencia, auténtica en la medida en que responde fielmente a las características de su espíritu insular; una pintura que no solicita del espectador nada que este no pueda dar y que solo compromete en su criptografía, a aquellos cuyo compromiso es consigo mismos.
La Pintura de Clorindo Testa es una misa de cuerpo ausente".

### Pinturas
Su pintura comenzó a ser conocida con dibujos sobre herramientas, bicicletas, puentes, en un estilo primitivista, informalista.
Posteriormente pasaría a una etapa de pinturas en blanco y negro, casi totalmente abstractas.

### 1950-1969
- 12 obras de pequeño formato : estructuras de puentes, máquinas excavadoras, andenes ferroviarios y grúas.
- exposición individual en la que aparecen nuevos temas: bicicletas, botes, máquinas de coser y ventiladores.
- obras abstractas en blanco y negro, que abren el camino al informalismo.
- "Materiales, Nuevas Técnicas, Nuevas expresiones", presenta su obra "Apuntalamiento para un museo".

### 1970-1979
- 107 dibujos :"Habitar, Circular, Trabajar".
- "La peste en Ceppaloni" . En esta exposición se refiere a la epidemia de Peste Negra que devastó Europa y particularmente Ceppaloni.
- "Permanencia de un rastro".

### 1980-1989
- "Anotadores".
- "Retratos de Adán y Eva"
- "Las Pirámides".
- "Hacia el Fin de la Segunda Edad Media".
- "Autorretratos".
- Junto al Grupo de los 13 expone "Patagonia, donde presenta la obra "Gliptodonte".
- "Láminas que faltaban en el inventario dibujado por el obispo Martínez Compañón sobre Trujillo del Perú en el siglo XVIII".

### 1990-1999
- "El cerro de Potosí y las mulas del General Belgrano".
- "Explosión de la Casa de la Moneda en Potosí ".
- "La fiebre amarilla en Buenos Aires, 1871", en el Centro Cultural Recoleta
- "Algunas obras, algunos proyectos".
- "América en Oriente",
- "Retrospectiva Clorindo Testa".
- "El Arte de la Instalación"
- "Apuntalamiento para un estudio de arquitectura".
- "Herculano cubierta por cenizas",
- "Hacia un futuro mejor, Rumbo al Tercer Milenio".
- "Retrospectiva".

### 2000-2009
- "Veinte más dos: Enio Iommi y Clorindo Testa",
- "Esquinas de Buenos Aires",
- "Clorindo Testa en el Cabildo de Córdoba"
- "Un apuntalamiento innecesario".

## Obras de arquitectura

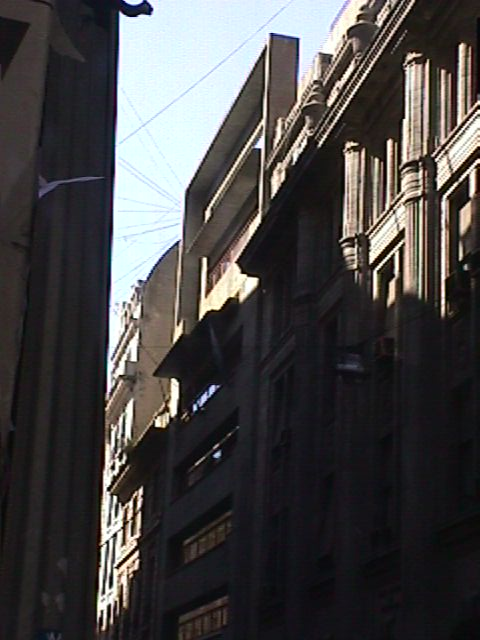
1979 - Banco Nacional de Desarrollo.

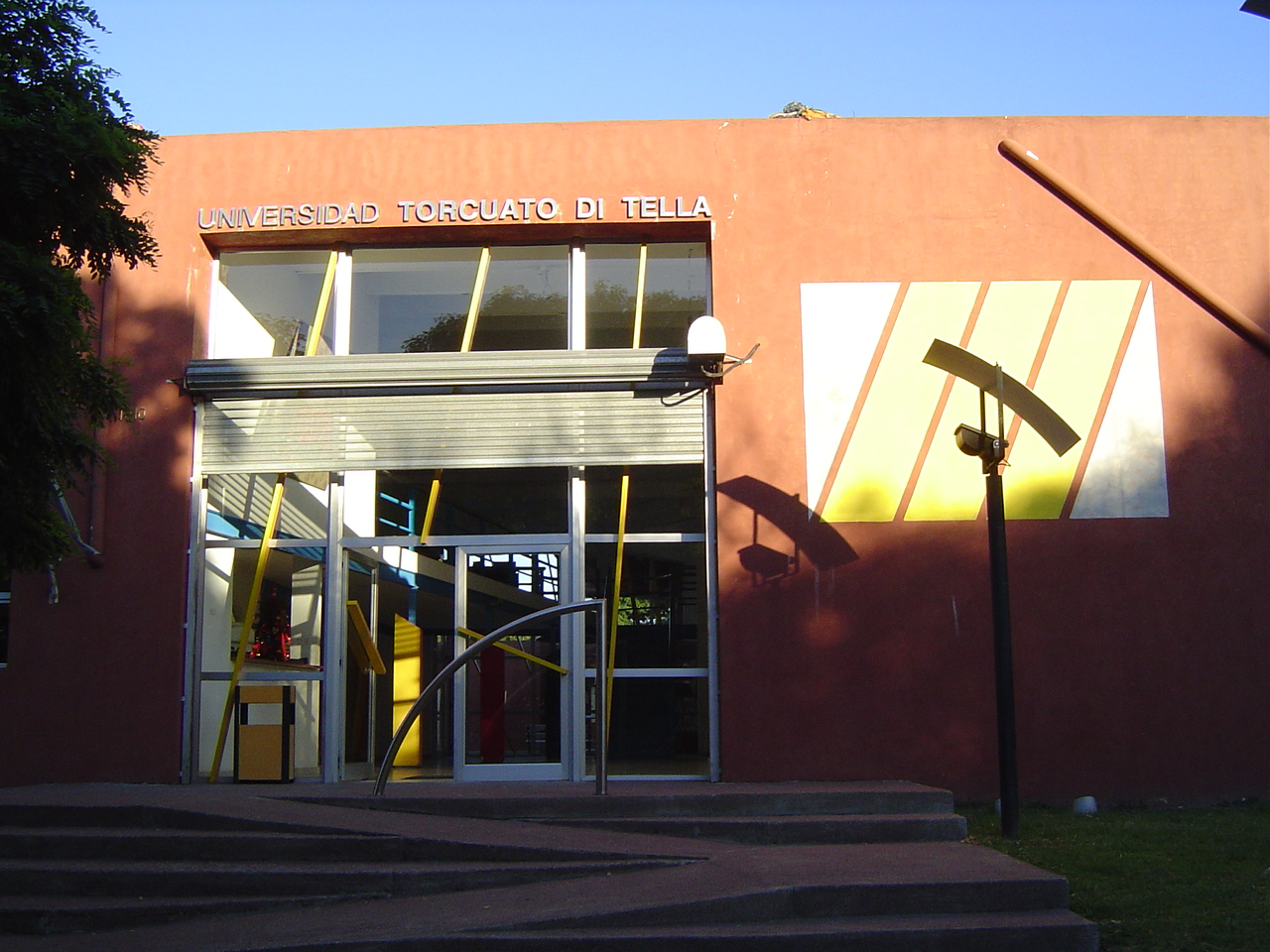
1998 - Universidad Di Tella

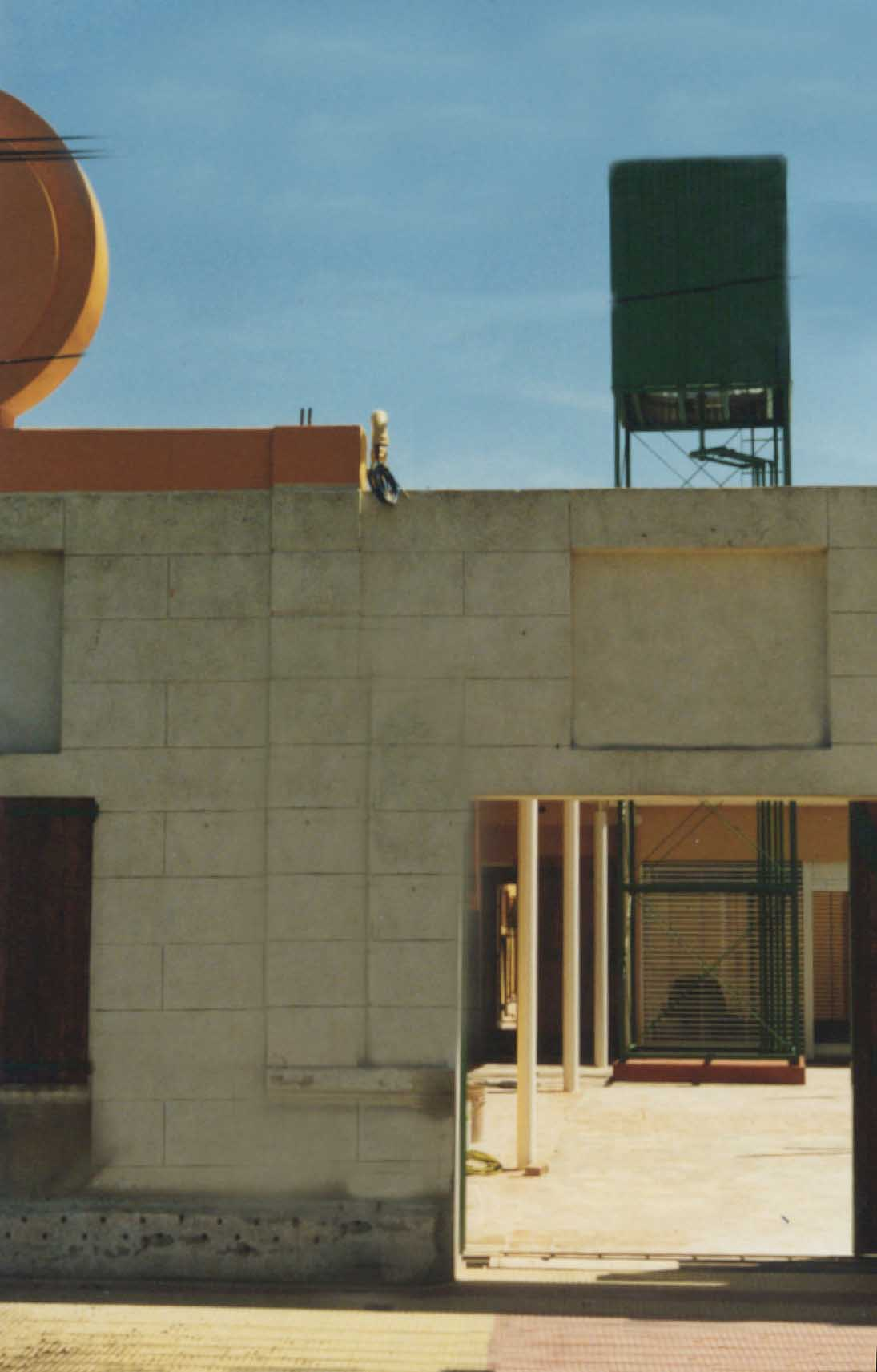
1999 - Casa en La Plata, ex-stud.

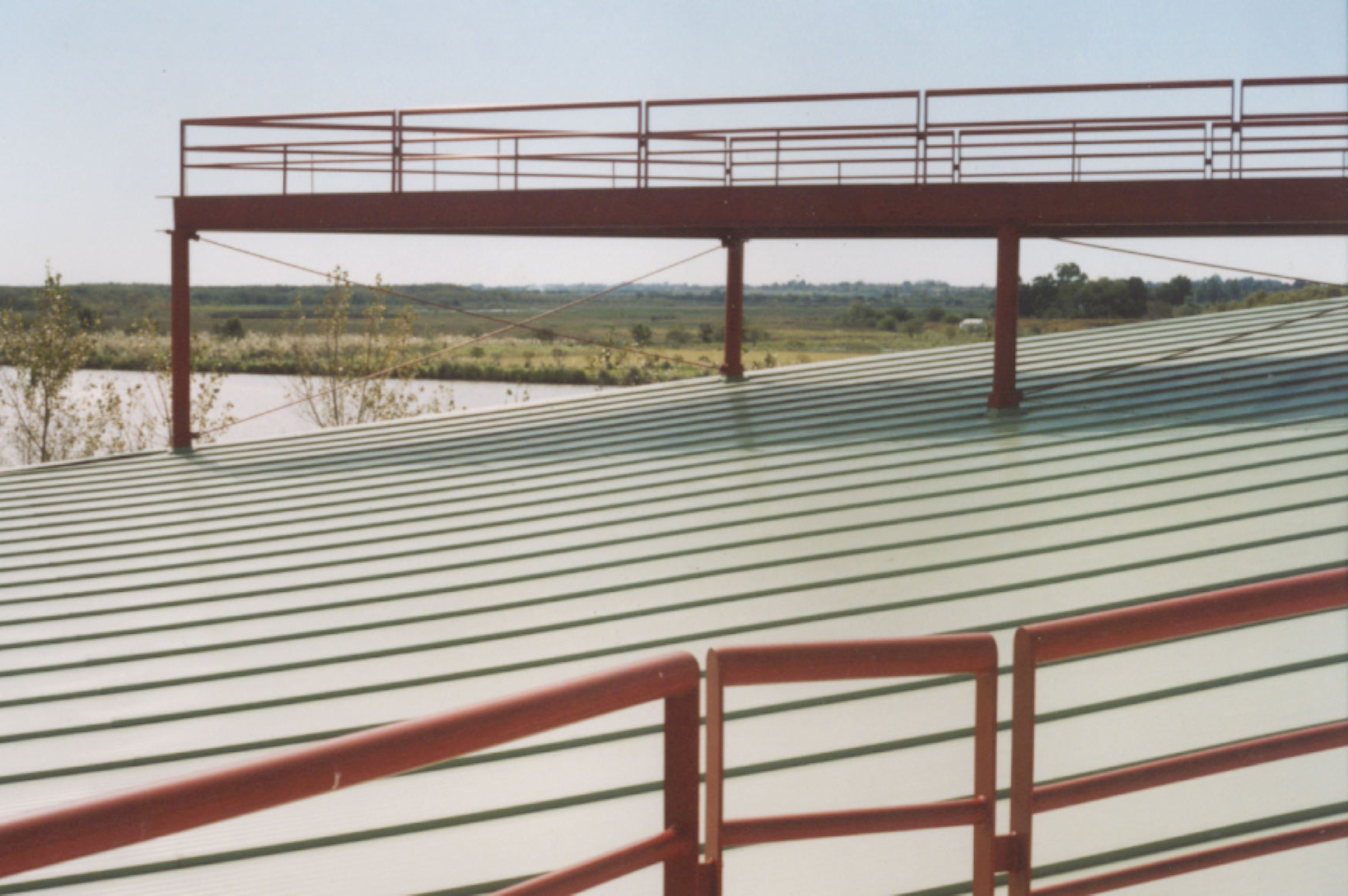
2002 - Campus en Pilar.

### 1950-1959
- Cámara Argentina de la Construcción (Buenos Aires). (1951/60)
- Terrazas y templetes de acceso a los panteones subterráneos, Cementerios de Chacarita y Flores (Buenos Aires). (1955/56, como miembro de la Dirección de Urbanismo de la Municipalidad de la Ciudad de Buenos Aires)
- Centro Cívico de Santa Rosa (La Pampa): Casa De Gobierno, Ministerios y Terminal de Ómnibus. (1955/63)[25]
- Comisaría de Santo Pipó (demolida), Unidades sanitarias de Posadas, Panambí y El Sobervio, y Parador turístico de San Ignacio en Misiones. (1956/59)
- Urbanización de Catalinas Norte (Buenos Aires). (1958/59, como miembro de la Organización del Plan Regulador)
- Banco de Londres y América del Sur (Buenos Aires). (1959/66, asociado al estudio SEPRA)

### 1960-1969
- Biblioteca Nacional de la República Argentina (Buenos Aires). (1962/92)
- Instituto Di Tella (Buenos Aires). (1963/64)
- Universidad de La Pampa, Santa Rosa. (1964)
- Sucursales del Banco de Londres en Av. Santa Fe y Junín, y en Harrods (Buenos Aires). (1964/65 y 1967)
- Casa Michel-Robirosa (Lomas de San Isidro, San Isidro). (1967/68)
- Pabellón Argentino en la Feria del Campo (Madrid). (1968, asociado al estudio SEPRA)
- Hotel Bariloche (San Carlos de Bariloche, Río Negro). (1968)
- Sucursal de Olivetti en Rosario, Santa Fe. (1969)
- Casa Di Tella (demolida). (1969/70)
- Ampliación del Hospital Italiano (Buenos Aires). (1969/71)

### 1970-1979
- Ampliación del Museo Nacional Bellas Artes (Montevideo). (1970)
- Hospital Vecinal de San Carlos de Bariloche. (1970)
- Hospital Naval Central (Buenos Aires). (1970/82)
- Hospitales San Juan Bautista (Catamarca) y Presidente Plaza (La Rioja). (1971)
- Mausoleo para los Próceres de Corrientes. (1971)
- Casa Carabassa (Vicente López). (1971/72)
- Centro Comercial de Pinamar. (1971/73)
- Urbanización y cancha de golf de Pinamar. (1972/73)
- Palacio Legislativo del Centro Cívico de Santa Rosa, La Pampa. (1972/76)
- Banco Neerlandés Unido y Embajada de Holanda (Buenos Aires). (1972/76)
- Hospital de Esquel, Chubut. (1974)
- Complejo deportivo y Country Club Macabi. (1974/80)
- Unidades de vivienda escalonadas (Punta Ballena, Uruguay). (1975/76)
- Edificio de vivienda, calle Rodríguez Peña 2043 (Buenos Aires). (1975/78)
- Edificio de vivienda, calle Castex 3335 (Buenos Aires). (1975/79)
- Remodelación para la Sucursal Perú de Aerolíneas Argentinas (Buenos Aires) (remodelación). (1975/76)
- Remodelación del Plaza Hotel (Buenos Aires). (1976/78)
- Hospital Regional de Abiyán (Costa de Marfil). (1977)
- Sanatorio Omint (Buenos Aires). (1977)
- Centro Argentino de Ingenieros (Buenos Aires). (1977)
- Casa Castañeira (Country Club Tortuguitas). (1977/79)
- Country Club Mi Refugio (Esteban Echeverría). (1978)
- Anexo de la Casa Central del Banco Nacional de Desarrollo (BANADE) (Buenos Aires). (1979)
- Complejo deportivo Club Italiano (Parque Almirante Brown, Buenos Aires). (1979)
- Centro Cultural De La Ciudad De Buenos Aires (hoy Centro Cultural Recoleta) (remodelación). (1979)
- Edificio de departamentos, calle Esmeralda 1366 (Buenos Aires).
- Casa Lacarra.

### 1980-1989
- Edificio de simuladores de vuelo de Aerolíneas Argentinas (Catalinas Norte, Buenos Aires) (demolido). (1980)
- Atelier Clorindo Testa (modificado). (1980/81)
- Primer Premio concurso de anteproyectos para oficinas judiciales del Centro Cívico de Santa Rosa, aunque se construirá otro proyecto. (no realizado)
- Balneario La Perla (Mar del Plata, Buenos Aires). (1985)
- Casa "Capotesta" (Pinamar). (1983/85)
- Casa “La Tumbona” (Ostende, Buenos Aires). (1986/89)
- Local del I.C.I (Instituto de Cooperación Iberoamericana) (Florida 943, Buenos Aires).
- "Casa amarilla" en Country Club "San Diego".
- Gimnasio Paseo Infanta (demolido).
- Restaurante japonés Paseo Infanta (demolido).
- Banco de la Nación Argentina, Sucursal Carlos Paz (Córdoba).

### 1990-1999
- Plaza Del Pilar- Bs. As. Design Center.
- Remodelación de los Concejos Vecinales de Buenos Aires.
- Casa en Martínez.
- Local comercial para Interior Forma en Buenos Aires Design.
- Auditorio Templo S.G.I.A.R. (Auditorio de la Paz- Templo Sōka Gakkai Internacional) (Buenos Aires). Premiado "obra de la década". (1992/93)[26]
- Stand en la Feria del Libro.
- Casa Verde.
- Casa Ayme.
- Casa en barrio "River Oaks" (Maschwitz).
- Galería de Arte Altera (Pinamar, Buenos Aires)
- Universidad Torcuato Di Tella (Buenos Aires) (parcialmente).
- Campus de la Universidad del Salvador (Pilar, Buenos Aires).[26]
- Anexo del Colegio de Escribanos de la Capital Federal.[27][26]
- Concurso Programa de Renovaciσn Urbana Puente Saavedra- Buenos Aires - Primer Premio

### 2000-2010
- Casa en Stud (La Plata).
- Departamento Di Tella (interiorismo).
- Remodelación del Hospital de Quilmes.
- Universidad Di Tella (interiorismo).
- "Casa Blanca" (Barrio Cerrado Mayling, Pilar).
- Ciudad Cultural Konex.
- Biblioteca del Campus de la Universidad del Salvador, Pilar.
- Biblioteca de la Cámara de Diputados de La Pampa.
- Remodelación de rampas y accesos del Centro Cultural Recoleta.
- Casa Pontoporia (Mar Del Sur, Buenos Aires). (realizada primera etapa)
- Museo del Libro y de la Lengua, Buenos Aires.
- Campus Universidad La Punta, San Luis.

### 2010-2013
- Edificio Acuarela, Mar del Plata.
- Ampliación del Banco Hipotecario (ex Banco de Londres), Buenos Aires. (proyecto)
- Plaza Holmberg, Buenos Aires.[28][29]
- Pabellón Argentino para la Bienal de Arquitectura de Venecia 2012, Venecia. (interiores)
- Campus de la Universidad de Tres de Febrero, Villa Lynch.[30]

## Premios y reconocimientos
- Primer premio en la Bienal Internacional de Punta del Este, Uruguay, 1957.
- Gran Premio Latinoamericano de Arquitectura.
- Primer premio nacional del Instituto Torcuato Di Tella con un jurado integrado por: Giulio Carlo Argan y Jorge Romero Brest, 1961
- Primer premio en la exposición 30 años de las Naciones Unidas en Zagreb, entonces Yugoslavia (actualmente Croacia), 1975.
- Gran premio de la XIV Bienal de San Pablo (Brasil) junto al Grupo de los Trece, 1977
- Premio Konex de Platino en la disciplina Artes Visuales- Arquitectura, 1982 y 1992.
- Premio Década de Arquitectura otorgado por la Universidad de Palermo junto a la Fundación Oscar Tusquets, por la obra arquitectónica Auditorio de La Paz, en la Ciudad de Buenos Aires, 2006.
- Primer premio “Árbol de la Vida”, Comunidad Amijai.
- Premio Banco Ciudad, Mención Especial, 2002.
- Premio Vitruvio a la trayectoria arquitectónica.
- Doctor honoris causa de la Universidad de Buenos Aires, 1992
- Doctor honoris causa de la Universidad de Concepción del Uruguay
- Ciudadano ilustre de la Ciudad de Buenos Aires, 2006.
- Premio Konex Mención Especial a la Trayectoria, 2012.

## Fallecimiento
Clorindo Testa falleció en la mañana del 11 de abril de 2013, a los 89 años. Sus restos fueron velados en la Sociedad Central de Arquitectos y despedidos en el cementerio de la Recoleta en Buenos Aires. A modo de homenaje, el grupo Hábitat Social de la SCA avanzó con el proyecto de ampliación del comedor comunitario “Paz y Amor” en la Villa 21-24, según el proyecto original donado por Testa un tiempo antes.

### Fundación Clorindo Testa
La Fundación Clorindo Testa surge con el fin de preservar y difundir el legado del arquitecto artista, produciendo y promoviendo proyectos de investigación, exhibiciones y actividades educativas que pongan en valor tanto su obra plástica y arquitectónica como su pensamiento de marcado carácter humanista.
En 2018 la Fundación presentó ante el Ministerio de Cultura de la Ciudad el proyecto para recuperar lo que fuera el estudio de arquitectura y taller de Clorindo Testa, que fue aprobado en el marco del Régimen de Promoción Cultural de la Ciudad Autónoma de Buenos Aires (Mecenazgo, Ley 2264).
La refacción concluyó a fines de 2021 y pronto el Estudio se podrá visitar con cita previa. El recorrido comprende los espacios en los que Testa realizaba sus actividades diarias –su escritorio y su taller de producción plástica– y tres salas temáticas que exploran diversos aspectos de su figura: el humanista-coleccionista, el artista y el arquitecto.
La Fundación cuenta asimismo con un Centro Documental para promover la investigación sobre la obra de Testa entre aquellos que deseen estudiarla en profundidad. También se propondrán exposiciones temporarias y ciclos de charlas para estudiantes, artistas, arquitectos y público en general.

## Referencia en obras de ficción
Clorindo Testa se hizo conocido en la década de los años 60 en el mundo cultural porteño por su premio en el Instituto Di Tella y la construcción del Banco de Londres, de modo que en Rayuela, de Julio Cortázar, hay una referencia a Testa, así como Sobre héroes y tumbas, de Ernesto Sabato:
"Pero Talita era más intransigente (característica propia de la indiferencia) y exigía adhesiones a corto plazo: la pintura de Clorindo Testa, por ejemplo, ..." Julio Cortázar
"También se habló de un proyecto de Clorindo Testa para realizar comisarías modelos en el territorio de Misiones. ¿Con picanas electrónicas? ..." Ernesto Sabato